# Ecuador-Graslandmaus
Die Ecuador-Graslandmaus (Necromys punctulatus) ist ein Nagetier in der Gruppe der Neuweltmäuse innerhalb der Familie Wühler.

## Verbreitung
Das Wissen über die Art stammt nur von wenigen Exemplaren, die im Westen Ecuadors sowie in zentralen Bereichen Kolumbiens registriert wurden. Das Verbreitungsgebiet liegt in den Anden. Da diese Region außerhalb des typischen Verbreitungsgebietes der Gattung Necromys liegt, sollte die taxonomische Zugehörigkeit der Ecuador-Graslandmaus zur Gattung überprüft werden. Zum bewohnten Habitat liegen keine Angaben vor.

## Merkmale
Mit einer Kopf-Rumpf-Länge von etwa 132 mm, einer Schwanzlänge von etwa 71 mm sowie mit 22 mm langen Hinterfüßen ist die Ecuador-Graslandmaus ein mittelgroßer Vertreter ihrer Gattung. Zum Gewicht gibt es keine Werte. Das Fell der Oberseite ist schwarz mit eingemischten grauen und gelben Haarspitzen. An den Wangen sowie an den Seiten des Halses kommt eine olivgrüne Tönung vor. Auf der Unterseite ist das Fell graugelb bis hellgrau gefärbt. Die kleinen braunen Ohren sind gut mit Haaren bedeckt. Der Schwanz besitzt eine dunkle Oberseite sowie eine helle Unterseite.
Wie bei anderen Gattungsmitgliedern besteht der Unterschied zu den ähnlichen Südamerikanischen Feldmäusen (Akodon) in schmaleren Hinterfüßen im Verhältnis zum übrigen Körper, wobei die fünfte Zehe deutlich kleiner ist als die vierte Zehe.

## Status
Da es keine Informationen zur Lebensweise, Populationsgröße und möglichen Bedrohungen gibt, wird die Ecuador-Graslandmaus von der IUCN mit „ungenügende Datenlage“ (data deficient) gelistet.